# Americas Rugby Championship
Americas Rugby Championship – stworzony przez World Rugby turniej rugby union rozgrywany corocznie od 2009 roku początkowo dla drugich reprezentacji czterech państw obu Ameryk, następnie dla sześciu najlepszych zespołów na kontynencie, mający na celu zwiększenie rywalizacji dla zawodników z tych krajów.

## Historia
Stworzone w 2009 roku zawody zastąpiły North America 4 i były finansowane przez IRB jako część strategicznego programu inwestycyjnego, którego celem było zwiększenie liczby rozgrywek na poziomie reprezentacyjnym oraz wystawienie większej liczby zawodników na wymogi międzynarodowych zawodów. Miały stać się zatem miejscem do identyfikowania i rozwoju potencjalnych reprezentantów tych krajów. Początkowo w turnieju miały startować zespoły z Kanady, Stanów Zjednoczonych i Argentyny, w przyszłości miały do nich dołączyć zespoły Urugwaju, Chile, Meksyku czy Brazylii.
W pierwszej edycji cztery kanadyjskie zespoły walczyły w rozgrywkach grupowych w ramach Canadian Rugby Championship 2009, a finał tych rozgrywek był jednocześnie jednym z półfinałów ARC. W drugim półfinale zaś zmierzyły się Argentina Jaguars i USA Select. W finale lepsi okazali się Argentyńczycy pokonując zawodników z zachodniej Kanady.
W 2010 nastąpiła zmiana formuły – w rozgrywkach pozostały zespoły z Argentyny i USA, do których dołączyły Tonga A i Kanada A. Rywalizacja odbywała się systemem kołowym, tytuł obronili zawodnicy z Argentyny pokonując wszystkich trzech rywali. Z powodu nowozelandzkiego Pucharu Świata zawody w ramach ARC nie odbyły się w roku 2011, powróciły zaś w następnym roku w niezmienionej formule, jednak z zespołem Urugwaju zastępującym Tongijczyków. W tej edycji, jak i dwóch kolejnych, bezkonkurencyjna okazała się argentyńska drużyna.
Po przerwie spowodowanej Pucharem Świata 2015 nowe podejście do tych zawodów zaproponował World Rugby Argentyńczyk Agustín Pichot, a miałoby uczestniczyć w nich sześć najlepszych reprezentacji narodowych obu Ameryk – analogicznie do europejskiego Pucharu Sześciu Narodów. Od edycji 2016 sześć uczestniczących zespołów rywalizowało zatem systemem kołowym – zwycięzca meczu zyskiwał cztery punkty, za remis przysługiwały dwa punkty, porażka nie była punktowana, a zdobycie przynajmniej czterech przyłożeń lub przegrana nie więcej niż siedmioma punktami premiowana była natomiast punktem bonusowym.

## Edycje
| Edycja | Gospodarz         | 1. miejsce        | 2. miejsce        | 3. miejsce        | 4. miejsce |
| ------ | ----------------- | ----------------- | ----------------- | ----------------- | ---------- |
| 2009   | Ontario           | Argentina Jaguars | BC Bears          | Ontario Blues     | USA Select |
| 2010   | Córdoba           | Argentina Jaguars | Kanada A          | USA Select        | Tonga A    |
| 2012   | Langford          | Argentina Jaguars | Kanada A          | Urugwaj           | USA Select |
| 2013   | Langford          | Argentina Jaguars | USA Select        | Kanada A          | Urugwaj    |
| 2014   | Langford          | Argentina Jaguars | USA Select        | Kanada A          | Urugwaj    |
| 2016   | rozgrywki grupowe | Argentina XV      | Stany Zjednoczone | Kanada            | Urugwaj    |
| 2017   | rozgrywki grupowe | Stany Zjednoczone | Argentina XV      | Urugwaj           | Brazylia   |
| 2018   | rozgrywki grupowe | Stany Zjednoczone | Argentina XV      | Urugwaj           | Kanada     |
| 2019   | rozgrywki grupowe | Argentina XV      | Urugwaj           | Stany Zjednoczone | Brazylia   |

| Argentina Jaguars/XV | 1 | 1 | 1 | 1 | 1 | 1 | 2 | 2 | 1 |
| Urugwaj              | – | – | 3 | 4 | 4 | 4 | 3 | 3 | 2 |
| Stany Zjednoczone    | – | – | – | – | – | 2 | 1 | 1 | 3 |
| Brazylia             | – | – | – | – | – | 5 | 4 | 5 | 4 |
| Kanada               | – | – | – | – | – | 3 | 5 | 4 | 5 |
| Chile                | – | – | – | – | – | 6 | 6 | 6 | 6 |
| USA Select           | 4 | 3 | 4 | 2 | 2 | – | – | – | – |
| Kanada A             | – | 2 | 2 | 3 | 3 | – | – | – | – |
| Tonga A              | – | 4 | – | – | – | – | – | – | – |
| BC Bears             | 2 | – | – | – | – | – | – | – | – |
| Ontario Blues        | 3 | – | – | – | – | – | – | – | – |